# أحمد باي بن علي القلي
أحمد باي بن علي القلي هو باي قسنطينة وحاكم بايلك الشرق ضمن أيالة الجزائر في العهد العثماني. امتد حكمه بين سنتي 1756 و1771 ليخلفه فيما بعد صالح بن مصطفى باي.